# タカミヤ (福岡県)

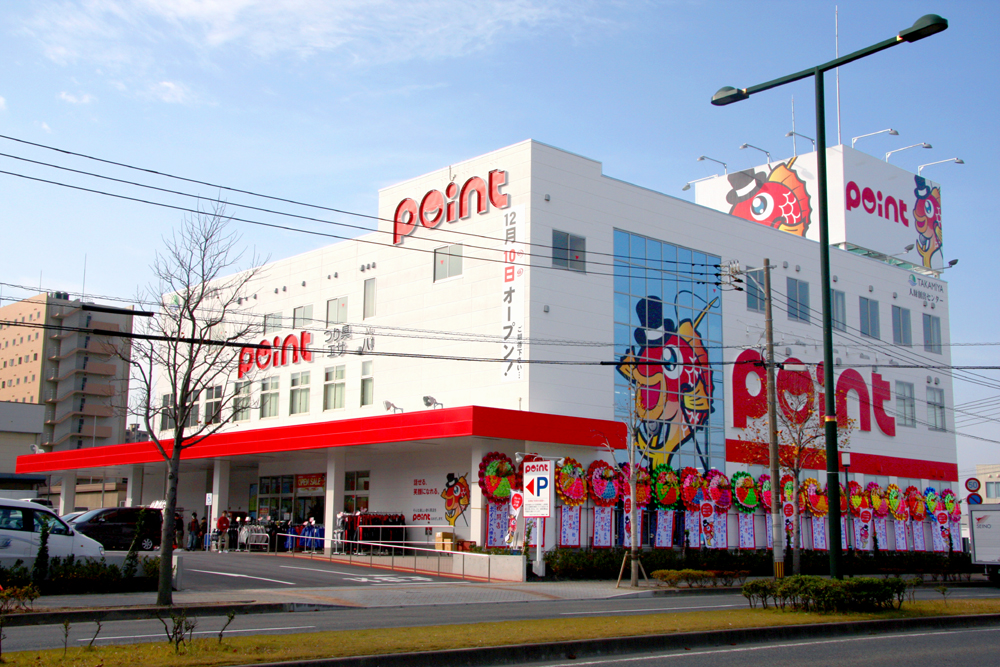
ポイントの外観(八幡本店)

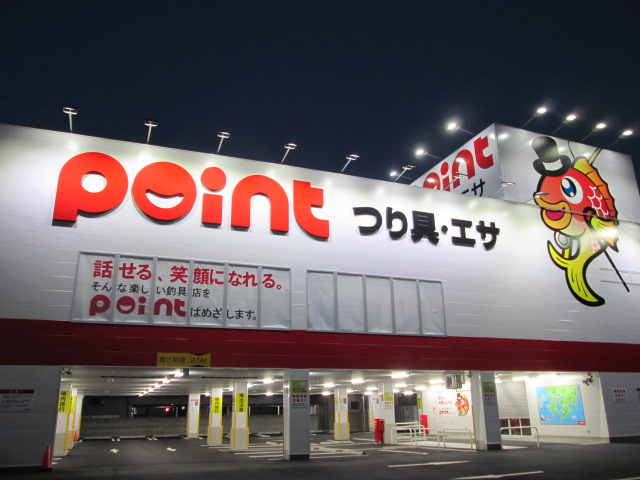
ポイントの外観

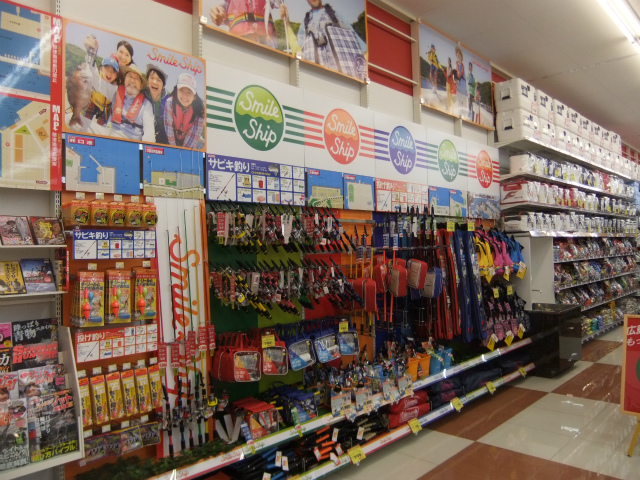
ポイントの売場（初心者コーナー）

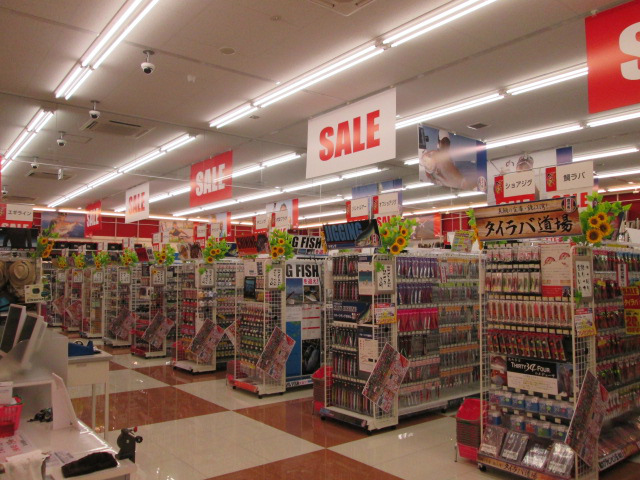
ポイントの売場

株式会社タカミヤ（英称：Takamiya CO.,LTD）は、福岡県北九州市に本社がある日本の釣具の直営小売チェーン店である。
店舗名は、「釣具のポイント」である。

## 概要
南は鹿児島から東は千葉まで全国にチェーン展開。日本国外は1994年（平成6年）に韓国へ100%出資子会社として韓国タカミヤを設立し、店舗を展開。2007年より中国で釣具の製造業にも進出。
インターネットショップは自社サイト(pointオンライン)を2008年9月に開設し（その後 2016年12月に閉鎖）、他には国内向けに楽天市場とYahoo! JAPANとAmazon.co.jpに出店。2022年3月に自社サイト（釣具のポイント【公式】オンラインストア）を再開設。リアル店舗、オンライン店舗における会員組織、ポイントの相互連携を開始。
2005年3月に、北九州市八幡東区の旧本社跡地で地域貢献を兼ね「さわらびF&Cクラブ」を開設し会員制フィットネスの新規事業に参入。
商品開発分野では、釣竿をはじめとするフィッシング用品、アウトドア用品やウェアなど、多岐に及ぶタカミヤのオリジナルブランドの開発・展開を行う。
情報化は早くから取り組んでおり、業界内で初めてPOSシステムを完全稼動。現在の3世代目はリアルタイム処理で会員のポイントを管理している。店舗ではPDA端末を使用し、営業にかかわる様々な情報を取り出せる仕組を構築している。
社会貢献活動にも取り組んでおり、1993年（平成5年）に「財団法人タカミヤ・マリバー環境保護財団」を設立し、北九州市域内の河川・沿岸環境の保全を図るとともに、水生生物の保護・育成及び河川愛護の啓発活動をおこない、生活環境の向上と市民福祉増進に協力している。2006年にはこの活動が評価され、北九州市より北九州市環境ミュージアムの運営を受託した。2011年（平成23年）には、新公益財団法人に認定された。

## 主な拠点
- 本社・物流センター
  - 福岡県北九州市八幡東区大字前田字企業団地1-1　（福岡県北九州市八幡東区大字前田2110）
- さわらびF&Cクラブ（旧本社跡）
  - 福岡県北九州市八幡東区西本町四丁目13-5

## 沿革
- 1949年（昭和24年）10月 - 小倉市（現：北九州市）に1.5坪の釣具店を開業。
- 1952年（昭和27年）6月 - 八幡市（現：北九州市）中央町に進出・卸を併せて開業。
- 1963年（昭和38年）1月 - 八幡東区に本社ビルを建設（創業）。
- 1968年（昭和43年）3月 - ダイエー小倉店に出店。
- 1974年（昭和49年）4月 - ポイント八幡店（1号店）を開店。
- 1975年（昭和50年）7月 - テレビ西日本本社跡（八幡東区）を購入、本社を移転。
- 1976年（昭和51年）12月 - 東京支社を開設。
- 1979年（昭和54年）8月 - 西宮市に神戸支社を開設。
- 1980年（昭和55年）3月 - 鳥栖市に九州支社を開設。
- 1991年（平成3年）7月 - ペグ久留米店（1号店）を開店。
- 1992年（平成4年）3月 - 社名を「株式会社タカミヤ」に変更。
- 1993年（平成5年）8月 - 創業者・高宮義諦が勲五等瑞宝章を受ける。高宮俊諦が新社長に就任。
- 1993年（平成5年）11月 - 「タカミヤマリバー環境保護財団」を設立。
- 1994年（平成6年）3月 - 「韓国タカミヤ」を設立。
- 1994年（平成6年）9月 - 阿蘇にキャンプ施設「ガイアランド」を開設。
- 1996年（平成8年）6月 - タカミヤ物流センターを完成。
- 1998年（平成10年）4月 - POSシステム全店導入。
- 2001年（平成13年）7月 - 会員組織「PS'CLUB」が発足。
- 2003年（平成15年）1月 - 本社を物流センターへ移転。
- 2005年（平成17年）3月 - 旧本社跡地にさわらびF&Cクラブを開業。
- 2005年（平成17年）8月 - NIS（第2世代情報システム）稼動、全システム刷新。
- 2006年（平成18年）2月 - 北九州市環境ミュージアムの運営を受託。
- 2007年（平成19年）4月 - Amazon.co.jpに新規出店。
- 2008年（平成20年）2月 - 商品スペック管理システム(eBASE)を稼働。
- 2008年（平成20年）3月 - ロゴ、キャラクター（ポイン太）デザインの刷新。
- 2008年（平成20年）9月 - pointオンライン（ECサイト）開設。
- 2008年（平成20年）12月 - 世界最大級のショップ「メガフィールドポイント八幡本店」開店。
- 2008年（平成20年）12月 - 人財創出センター「飛翔倶楽部」をメガフィールドポイント八幡本店3階に開設。
- 2009年（平成21年）10月 - 釣具卸売会員制ＥＣサイト TAQSの開設 。
- 2013年（平成25年）8月 - 第二物流倉庫の増設。
- 2014年（平成26年）4月 - 第3世代店舗システムの稼動。
- 2015年（平成27年）5月 - 釣具中古品買取の開始。
- 2015年（平成27年）5月 - 免税店対応の開始。リサイクル時津店を除く全店舗で対応　「Fishing Tackle Lure TaxFreeShop」
- 2015年（平成27年）6月 - 熊本流通団地店2階にて釣具中古品販売の開始。
- 2015年（平成27年）7月 - 釣具中古品販売専門の1号店として、リサイクル時津店を開設。
- 2016年（平成28年）2月 - 上田桂嗣が専務取締役より昇格し代表取締役社長に就任。高宮俊諦は代表取締役会長に就任。
- 2016年（平成28年）12月 - 釣具卸売会員制ＥＣサイト TAQSのリニューアル。
- 2019年（平成31年）3月 - 第三物流倉庫の増設に伴い「オートストア」導入。
- 2021年（令和3年）9月 - 「P'SCLUB」会員カード　デジタル化（アプリリリース）実施。
- 2022年（令和4年）3月 -　釣具のポイント【公式】オンラインストア（ECサイト）開設。（リアル店舗、オンライン店舗の相互ポイント連携開始）

## 店舗
以下の種類の店舗を運営している。
- 釣具のポイント（釣具、マリン用品全般）
- さわらびF&Cクラブ（フィットネスクラブ）

かつては以下のような店舗も運営していた。
- ポイント&ペグ（キャンプ、軽登山用品強化店）
- T'z國武舞（清水國明が店長を務めるルアー・フライフィッシング専門店）

## 自社ブランド
以前はえさ釣りブランドのMASTAK、ルアー・フライブランドのT'zLACがあったが現在は以下のようなブランドに分かれている。
- REAL METHOD
主にルアー用品を扱うブランド
- 伝衛門丸
船釣り用品を扱うブランド
- 武勇伝
磯釣り用品を扱うブランド
- Smile Ship
ファミリーフィッシング向け商品を扱うブランド
- 餌蔵
餌箱、撒き餌を扱うブランド
- POINT BAY
低価格な普及品を扱うブランド
- Oraio
主にデザイン性・機能性の高いアパレルを扱うブランド

## 過去のイメージキャラクター
- 清水國明 、川﨑宗則

## テレビ番組
以下の番組の筆頭スポンサーを行っていた。
- フィッシングバトル九州

## ラジオ番組
- 攝津正のつりごはん（RKBラジオ）

## 関連会社・団体
- 帆柱興産株式会社
- 公益財団法人タカミヤ・マリバー環境保護財団
- 株式会社韓国タカミヤ（本社：韓国釜山広域市）
- 株式会社釣研
- 株式会社中国タカミヤ

## その他の関係企業
- テレビ西日本

※当社の旧本社（現在のさわらびF&Cクラブ）が、元々はテレビ西日本（TNC）の本社であった（のちに福岡市に移転）。旧TNC本社ビル購入直後、壁面の「TNC」の看板のNのみFに置き換え「TFC」（タカミヤフィッシングセンターの略）として使用していた、